# Rhyacophila yosiiana
Rhyacophila yosiiana är en nattsländeart som beskrevs av Tsuda 1940. Rhyacophila yosiiana ingår i släktet Rhyacophila och familjen rovnattsländor. Inga underarter finns listade i Catalogue of Life.